# 양산시의회
양산시의회는 경상남도 양산시 지역을 관할하는 기초의회이다.